# Eddo
El eddo o malanga es una hortaliza tropical que a menudo se considera identificable como la especie Colocasia antiquorum, estrechamente relacionada con el taro (malanga, Colocasia esculenta), que se utiliza principalmente por sus tallos engrosados (cormos). En la mayoría de los cultivares tiene un sabor acre que requiere una cocción cuidadosa. Las hojas jóvenes también pueden cocinarse y comerse, pero (a diferencia del taro) tienen un sabor algo acre.

## Etimología
La palabra "eddo" es de origen akano, y está relacionada con la palabra twi: o1de3 "batata"; y con la palabra del fante: o1do3. 

## Historia y distribución
Al parecer, los eddos se desarrollaron como cultivo en China y Japón y se introdujeron desde allí en las Antillas, donde a veces se denominan "eddos chinos". Crecen mejor en suelos ricos y francos con buen drenaje, pero pueden cultivarse en suelos más pobres, en climas más secos y con temperaturas más frías que el taro.
Los eddos también se llaman a veces malangas en las zonas de habla hispana, pero ese nombre también se utiliza para otras plantas de la familia Araceae, incluida la tannia (Xanthosoma spp.). Yautias es un término más específico.

Los eddos forman parte de la clasificación genérica cará o inhame de la lengua portuguesa que, además del taro, incluye también las hortalizas de raíz de los géneros Alocasia y Dioscorea. Son los inhames/carás más consumidos en los estados de São Paulo, Río de Janeiro y Espírito Santo, así como en las regiones circundantes de todos ellos. También son bastante comunes en el nordeste de Brasil, pero menos que los verdaderos ñames del género Colocasia. Según el saber popular brasileño, los eddos más apropiados para ser cocinados son los que tienen un color rosa más intenso, o al menos un color lavanda rosado, en la zona donde se cortaron las hojas.

El libro de 1889 The Useful Native Plants of Australia registra que Colocasia antiquorum:

se cultiva en la mayoría de los países tropicales, Egipto, India, etc., por sus hojas, que cuando no se cocinan son agrias, pero al hervirlas, cambiando el agua, pierden su acritud, y pueden comerse como espinacas". (Tesoro de Botánica) Se añaden frutos ácidos para ayudar a eliminar la acritud. Los hindúes [sic.] y los mahometanos [sic.] son muy aficionados a todas las partes de las plantas de este género". (Dymock.) "Cuando se recoge la cosecha en Fiji", dice el Dr. Seemann (Flora Vtliensis), "se corta la parte superior de los tubérculos y se vuelve a plantar inmediatamente. Las hojas jóvenes pueden comerse como las espinacas, pero, al igual que la raíz, deben estar bien cocidas para eliminar la acidez propia de las plantas aroideas. Los fiyianos prefieren comer el taro cocido cuando está frío; a los europeos, por lo general, les gusta bastante caliente y, si es posible, asado. Se conoce un número considerable de variedades, algunas mejor adaptadas para pudines, otras para pan, o simplemente para hervir u hornear. Las marcas externas de distinción se basan principalmente en el diferente tinte observable en el cormo, la hoja, los tallos y las costillas de las hojas - blanco, amarillento, púrpura."

## Taxonomía
Linneo describió originalmente dos especies que ahora se conocen como Colocasia esculenta y Colocasia antiquorum de las plantas cultivadas que se conocen con muchos nombres, incluyendo eddo, malanga, taro; pero muchos botánicos posteriores consideran que todos son miembros de una sola especie muy variable, cuyo nombre correcto es Colocasia esculenta.